# Pisa Sporting Club 1961-1962
Questa voce raccoglie le informazioni riguardanti il Pisa Sporting Club nelle competizioni ufficiali della stagione  1961-1962.

## Rosa
| N. |                   | Ruolo | Calciatore           |
| -- | ----------------- | ----- | -------------------- |
|    | Italia (bandiera) | C     | Roberto Balestri     |
|    | Italia (bandiera) | C     | Fabrizio Barontini   |
|    | Italia (bandiera) | C     | Luigi Bertoli        |
|    | Italia (bandiera) | C     | Giorgio Bettini      |
|    | Italia (bandiera) | A     | Guido Bona           |
|    | Italia (bandiera) |       | Rinaldo Broglia      |
|    | Italia (bandiera) | A     | Gianni Bui           |
|    | Italia (bandiera) | C     | Mario Bulli          |
|    | Italia (bandiera) | C     | Emilio Busetto       |
|    | Italia (bandiera) | P     | Ennio Ceschia        |
|    | Italia (bandiera) | D     | Guglielmo Costantini |

| N. |                   | Ruolo | Calciatore       |
| -- | ----------------- | ----- | ---------------- |
|    | Italia (bandiera) | D     | Benito Davanzati |
|    | Italia (bandiera) | C     | Lino De Petrillo |
|    | Italia (bandiera) | P     | Ildo Eleodori    |
|    | Italia (bandiera) | D     | Franco Franchini |
|    | Italia (bandiera) | C     | Lino Ghirardello |
|    | Italia (bandiera) | A     | Francesco Mungai |
|    | Italia (bandiera) | C     | Sergio Pensotti  |
|    | Italia (bandiera) | C     | Ugo Pozzan       |
|    | Italia (bandiera) | A     | Giampaolo Rossi  |
|    | Italia (bandiera) | P     | Giuseppe Rossi   |
|    | Italia (bandiera) | C     | Carlo Vanini     |